# Barragem de Magos
A Barragem de Magos, construída sobre o leito da Ribeira de Magos, está localizada em Foros de Salvaterra, no Município de Salvaterra de Magos, no Distrito de Santarém, em Portugal.
Neste espaço existe o Bistro & Bar Quinta da Barragem.

## Dados da barragem
- Local - Granho Novo
- Bacia Hidrográfica - Rio Tejo
- Linha de Água - Ribeira de Magos
- Promotor - INAG
- Dono de Obra (RSB) - Associação de Regantes e Beneficiários do Vale do Sorraia
- Projectista - JAOHA
- Construtor - JAOHA
- Ano de Projecto - 1933
- Ano de Conclusão - 1938

## Características hidrológicas

### Características da albufeira
- Área da Bacia Hidrográfica - 104,8 km²
- Precipitação média anual - 500 mm
- Caudal integral médio anual - 5100 x 1000 m³
- Caudal de cheia - 110 m³/s
- Área inundada ao NPA - 900 x 1000m2
- Capacidade total - 3384 x 1000m3
- Capacidade útil - 3000 x 1000m3
- Volume morto - 384 x 1000m3
- Nível de pleno armazenamento (NPA) - 19,02 m
- Nível de máxima cheia (NMC) - 21,5 m
- Nível mínimo de exploração (Nme) - 8,2 m

## Características da barragem

### Descarregador de cheias
- Aterro - Terra homogénea
- Altura acima da fundação - 17 m
- Altura acima do terreno natural - 15 m
- Cota do coroamento - 23 m
- Comprimento do coroamento - 400 m
- Largura do coroamento - 5 m
- Número de banquetas a jusante - 1
- Fundação - Solo: Camadas arenosas e argilas
- Volume de aterro - 73 x 1000 m³ Localização - Margem esquerda
- Tipo de controlo - Controlado
- Tipo de descarregador - Canal de encosta
- Cota da crista da soleira - 16,18 m
- Desenvolvimento da soleira - 17,9 m
- Comportas - 9 comportas planas em madeira
- Caudal máximo descarregado - 110 m³/s
- Dissipação de energia - Inexistente

### Descarregador de fundo
- Localização - Talvegue
- Tipo - Em conduta sob o aterro
- Secção da conduta - d 1,0 m
- Caudal máximo - 1 m³/s
- Controlo a montante - 2 comportas planas
- Dissipação de energia - Inexistente